# Cespitularia stolonifera
Cespitularia stolonifera är en korallart som beskrevs av Gohar 1938. Cespitularia stolonifera ingår i släktet Cespitularia och familjen Xeniidae. Inga underarter finns listade i Catalogue of Life.